# Grande Prêmio da Argentina de 1957
Resultados do Grande Prêmio da Argentina de Fórmula 1 realizado em Buenos Aires à 13 de janeiro de 1957. Etapa de abertura da temporada, nela o vencedor foi o argentino Juan Manuel Fangio.

## Classificação da prova
| Pos. | Nº | Piloto                                          | Construtor | Voltas | Tempo/Diferença | Grid | Pontos |
| ---- | -- | ----------------------------------------------- | ---------- | ------ | --------------- | ---- | ------ |
| 1    | 2  | Juan Manuel Fangio                              | Maserati   | 100    | 3:00:55.9       | 2    | 8      |
| 2    | 6  | Jean Behra                                      | Maserati   | 100    | + 18.3          | 3    | 6      |
| 3    | 8  | Carlos Menditeguy                               | Maserati   | 99     | + 1 volta       | 8    | 4      |
| 4    | 22 | Harry Schell                                    | Maserati   | 98     | + 2 voltas      | 9    | 3      |
| 5    | 20 | Alfonso de Portago José Froilán González        | Ferrari    | 98     | + 2 voltas      | 10   | 1      |
| 6    | 18 | Cesare Perdisa Peter Collins Wolfgang von Trips | Ferrari    | 98     | + 2 voltas      | 11   |        |
| 7    | 24 | Jo Bonnier                                      | Maserati   | 95     | + 5 voltas      | 13   |        |
| 8    | 4  | Stirling Moss                                   | Maserati   | 93     | + 7 voltas      | 1    | 1      |
| 9    | 26 | Alessandro de Tomaso                            | Ferrari    | 91     | + 9 voltas      | 12   |        |
| 10   | 28 | Luigi Piotti                                    | Maserati   | 90     | + 10 voltas     | 14   |        |
| Ret  | 14 | Eugenio Castellotti                             | Ferrari    | 75     | Roda            | 4    |        |
| Ret  | 16 | Mike Hawthorn                                   | Ferrari    | 35     | Embreagem       | 7    |        |
| Ret  | 12 | Luigi Musso                                     | Ferrari    | 31     | Embreagem       | 6    |        |
| Ret  | 10 | Peter Collins                                   | Ferrari    | 26     | Embreagem       | 5    |        |